# Zell ZH
| ZH ist das Kürzel für den Kanton Zürich in der Schweiz. Es wird verwendet, um Verwechslungen mit anderen Einträgen des Namens Zell zu vermeiden. |

Zell ist eine politische Gemeinde im Bezirk Winterthur des Kantons Zürich in der Schweiz. Sie liegt im Tösstal, angrenzend an das Zürcher Oberland. Bekanntester Einwohner war der Musiker, Komponist und Autor Paul Burkhard (1911–1977).

## Wappen
Blasonierung: „In Grün eine – heraldisch nach links – kriechende silberne Weinbergschnecke.“
Die symbolische Bedeutung ist nicht geklärt. Es erschien erstmals 1845 auf einem Windlicht der Feuerwehr des Dorfes Zell. 1930 übernahm die Gemeinde das Wappen.

### Dorfwappen

Kollbrunn
Langenhard

## Geographie
Die Gemeinde Zell besteht aus mehreren Dörfern, wobei die grössten Ortschaften wie in allen Gemeinden des Tösstals in der Talsohle an der Tösstalstrasse und der Tösstalbahn liegen, mit den Bahnstationen Kollbrunn, Rikon und Rämismühle-Zell. Zur Gemeinde gehören überdies die Weiler Oberlangenhard, Unterlangenhard, Lettenberg, Schoren und Garten, alles Terrassen- und Hangsiedlungen rechts der Töss, wo der überwiegende Teil der Gemeinde liegt.
Von der Gemeindefläche sind 43 Prozent landwirtschaftliche Nutzflächen, 42 Prozent Wald, 12 Prozent Siedlungsflächen und 3 Prozent dienen dem Verkehr.
Höchster Punkt der Gemeinde ist das Höchholz oberhalb von Schoren (791 m. ü. M.), die tiefste Stelle ist die Töss an der Gemeindegrenze zur Stadt Winterthur bei Sennhof, wo Bahn, Strasse und Töss sich am nächsten kommen. (483 m. ü. M.).

## Politik
Die Gemeinde wird von einem siebenköpfigen Gemeinderat regiert, derzeitige Gemeindepräsidentin ist Regula Ehrismann (EVP). Es gibt Ortsparteien der glp, SP, SVP, FDP, EVP sowie den Bürgerlichen Gemeindeverein Zell. Legislativorgan ist die Gemeindeversammlung.
An den Kantonsratswahlen 2019 errangen die Parteien folgende Wähleranteile: SVP hat 28,50 %, EVP 19,29 %, SP 14,39 %, glp 10,09 %, Grüne 9,28 %, FDP 8,65 %, EDU 3,79 %, CVP 2,96 %, BDP 1,89 % und AL 1,18 % der Wählerstimmen. Der hohe Stimmenanteil der EVP ist mit Kantonsrat Markus Schaaf zu erklären, der aus Zell kommt.
Bei den Nationalratswahlen 2023 betrugen die Wähleranteile in Zell: SVP 37,33 % (+3,02), SP 16,20 % (+2,84), glp 8,41 % (−0,24), Mitte 7,44 % (+1,01), Grüne 7,22 % (−4,51), FDP 7,20 % (−1,30), EVP 6,57 % (−3,85), EDU 3,78 (+0,86).

## Bevölkerung
Die Einwohnerzahlen der einzelnen Ortsteile von Zell: (Stand: 31. Dezember 2023)
| Einwohner       | Ort  |
| --------------- | ---- |
| Kollbrunn       | 3073 |
| Rikon           | 1721 |
| Zell            | 1023 |
| Rämismühle      | 607  |
| Oberlangenhard  | 139  |
| Unterlangenhard | 97   |
| Lettenberg      | 23   |
| Schooren        | 10   |
| Garten          | 10   |
| Ober Rüti       | 9    |
| Total           | 6712 |

## Geschichte

Luftbild (1957)

Der Ort Zell wurde 741 als Cella erstmals schriftlich erwähnt. Die Ortschaft gehörte einer alamannischen Adelsfamilie und eine Angehörige dieser Familie schenkte die Ortschaft dem Kloster Lützelau. 744 ging diese in den Besitz des Klosters St. Gallen über. Über die folgenden Jahrhunderte wechselte der Besitz immer wieder, zuerst an die Grafschaft Kyburg, später an die Habsburger und schlussendlich nach dem Ende des alten Zürichkrieges an die Zürcher.
Die politische Gemeinde Zell hat sich nach dem Abzug der französischen Truppen 1799 entwickelt und besteht seit 1934 in ihrer heutigen Form, nachdem sich Hinterrikon als letzter Ortsteil dem Gemeindegebiet anschloss.

## Kultur
In der Dorfkirche in Zell wurde im Jahr 1960 die Zäller Wiehnacht, ein musikalisches Krippenspiel und Singspiel (Schuloper) von Paul Burkhard in Zürichdeutsch, erstmals aufgeführt. Darsteller, Erzähler und Sänger waren ausschliesslich Kinder. Dieses Krippenspiel wurde inzwischen in vielen Kirchen und Schulen aufgeführt und ist das bekannteste Krippenspiel der Schweiz.

## Sehenswürdigkeiten

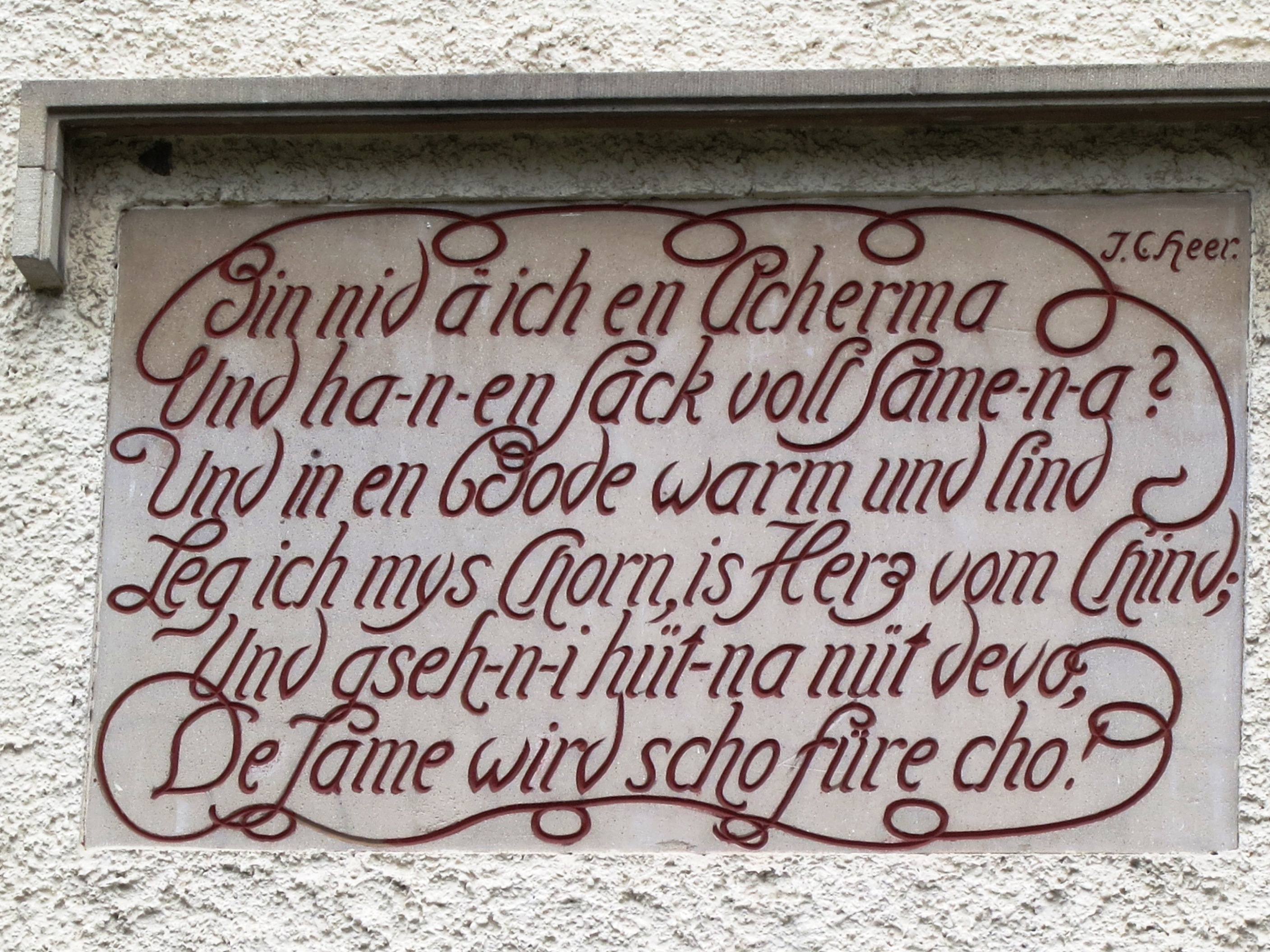
Inschrift am Schulhaus Zell von Jakob Christoph Heer

Auf dem Gebiet von Zell gibt es sechs Kirchen und ein tibetisches Kloster:
- Die älteste dieser Kirchen ist die evangelisch-reformierte Kirche in Zell. Archäologische Ausgrabungen belegen, dass an ihrer Stelle einst eine römische Villa gestanden hat. Eine Neubearbeitung der Ausgrabungsbefunde von Walter Drack 1958/59 in der Kirche Zell ergab den Nachweis, dass der älteste christliche Vorgängerbau auf das 7./8. Jahrhundert zurückgeht und dokumentiert ein Mauernischengrab (Arkosolium) in der Südmauer, das als Grab des Einsiedlers beurteilt werden kann, der dem Ort Zell den Namen gab (Celle = Zelle = Einsiedlerzelle).[11] Die jetzige Kirche wurde im frühen 16. Jahrhundert erbaut. Der Turm mit dem Chor gehörte aber bereits zu einer Vorgängerkirche. Bemerkenswert im Chor des Turms sind die reichen Wandmalereien.[12][13] Die Orgel ist ein Werk der Firma Kuhn aus dem Jahr 1959.[14]
- Die zweite evangelisch-reformierte Kirche auf dem Gemeindegebiet befindet sich im Ortsteil Kollbrunn an der Kirchstrasse. Sie wurde im Jahr 1950 erbaut.[13]
- Die römisch-katholische Kirche von Zell St. Antonius befindet sich ebenfalls im Ortsteil Kollbrunn an der Bahnhofstrasse. 1898 für die zugewanderten katholischen Arbeiterfamilien gebaut, ist sie heute ein seltenes architektonisches Zeugnis eines damals weit verbreiteten Bautypus im Kanton Zürich: eine einschiffige schlichte Kirche mit an den Chor der Kirche angebautem Pfarrhaus. Dieser Bautypus ist heute nur noch ein zweites Mal im Kanton Zürich zu finden, nämlich bei der Kirche St. Pirminius in Pfungen.
- Die Freie Evangelische Gemeinschaft baute im Jahr 1884 an der heutigen Mühlestrasse 10 in Rämismühle eine Kapelle. Im Jahr 1887 schloss die Gemeinschaft sich der Pilgermission St. Chrischona an. Da die Kapelle den Bedürfnissen und Vorschriften nicht mehr genügte, zog die Gemeinde im Jahr 2012 nach Wila in einen modernen Saal im Obergeschoss einer Schreinerei um.[15]
- Die Kapelle der Freien Missionsgemeinde Kollbrunn befindet sich an der Unteren Bahnhofstrasse 15.[16]
- Die Neuapostolische Kirche befindet sich im Ortsteil Rikon am Spiegelweg 2.
- Im Ortsteil Rikon befindet sich das buddhistische Tibet-Institut Rikon, das 1968 eröffnet wurde. Es handelt sich um das bislang einzige buddhistische Kloster ausserhalb Asiens. Schwerpunkte des Klosters sind: Bewahrung und Pflege des heimatlichen Kulturgutes, Seelsorge und Lehre.[17]
- Töss-Wasserlehrpfad: 15 km Wanderweg mit erklärenden Schautafeln der Töss entlang bis Sennhof oder Bauma.[18]
- Weitere Attraktionen sind unter anderem die Tüfels Chilen bei Kollbrunn, ein Quelltuffgebilde, das durch zwei ehemalige Steinbrüche aus dem 19. Jahrhundert entstand; Koord. 702737/257860.
- Bäntal-Giessen bei Kollbrunn (nahe Tüfels Chile), 5 m, Koord. 703193/257957.
- Der Königstal-Giessen im Sack, Zell ZH, 15 m Fallhöhe, Koord. 704951/256582[19]

- Der Paul Burkhard-Weg führt vom Bahnhof Rämismühle-Zell bis ins Dorf Zell hinein, gewidmet dem Schweizer Komponisten Paul Burkhard, der seinen Lebensabend in Zell verbracht hat.

## Verkehrsanbindung
Die Gemeinde Zell ist mit den drei Bahnhöfen Kollbrunn, Rikon und Rämismühle-Zell der Tösstalbahn an das Netz der S-Bahn Zürich angebunden. Ab den drei Haltepunkten verkehrt jeweils die S 26 Winterthur – Bauma – Rüti ZH . Seit Dezember 2018 fährt in den Hauptverkehrszeiten zusätzlich die S 11 Aarau – Lenzburg – Dietikon – Zürich HB – Stettbach – Winterthur – Seuzach/Sennhof-Kyburg (– Wila) .
Ab dem Bahnhof Kollbrunn verkehrt zudem folgende Postautolinie:
832 Kollbrunn — Weisslingen — Theilingen — Rumlikon — Russikon — Fehraltorf
An den Wochenenden verkehrt folgende Nachtbuslinie:
N68 Winterthur — Kollbrunn — Rikon im Tösstal — Zell ZH — Turbenthal — Wila
Sie hält nur zum Aussteigen ausser an der Haltestelle Rikon im Tösstal, Bahnhof.
Die Haltestelle Zell ZH, Hand, welche abseits des Gemeindezentrums liegt, wird von der Postautolinie 682 Elgg — Hofstetten ZH — Oberschlatt — Girenbad an den Wochenenden bedient.